# Starmania (musical)
Starmania is een Franse musical of rockopera geschreven in 1976 door Michel Berger (muziek) en Luc Plamondon (tekst). De musical werd in 1979 voor het eerst opgevoerd in Parijs en was een groot succes in Frankrijk, waar veel van de liedjes nationale hits werden. De musical werd in de jaren erna vele malen opnieuw opgevoerd, vooral in Frankrijk.

## Ontstaansgeschiedenis
De Franse zanger en componist Michel Berger bedacht in 1975 het idee voor een Franstalige musical met de naam "Starmania". Musicals waren in die tijd niet populair in Frankrijk. Samen met de Canadese tekstschrijver Luc Plamondon wist hij de musical enkele jaren later te realiseren. In 1978 werd een Franstalige studio-opname van de musical uitgebracht, met als ondertitel Starmania, ou la passion de Johnny Rockfort selon les évangiles télévisés ("Starmania, of het Lijden van Johnny Rockfort volgens de televisie-evangelies"). In de hoofdrollen waren Daniel Balavoine, Claude Dubois, Diane Dufresne, Nanette Workman, France Gall, Eric Esteve en Fabienne Thibeault te horen. De lp werd een groot succes in Frankrijk. Het behaalde binnen enkele maanden tweemaal de gouden status en belandde op nummer één in de hitlijsten. 
In 1979 werd de show voor de eerste keer live uitgevoerd in het Palais du Congres in Parijs, met in de hoofdrollen Balavoine, Étienne Chicot, Dufresne, Gall en Thibeault. De show wordt de eerste Franse rockopera genoemd. 
Vanaf 1979 werden er vele revivals opgevoerd, vooral in Frankrijk en Canada.
Na een Duitse versie in 1991, werd in 1992 een Engelse versie van de show uitgebracht. Tekstschrijver Tim Rice verzorgde hiervoor de vertaling en hernoemde de musical "Tycoon". Céline Dion, Nina Hagen, Peter Kingsbery, Cyndi Lauper, Willy Deville en Tom Jones werkten mee aan de opname. Buiten Frankrijk werd deze opname geen groot succes, en uitvoeringen van de musical in de Engelse taal werden amper geproduceerd.

## Verhaal
In de nabije toekomst is Monopolis de hoofdstad van het recent verenigde Westen, de Occident. De stad wordt geterroriseerd door de  Black Stars, een bende onder leiding van Johnny Rockfort. Rockfort is in de ban van de muziek van Sadia, een opstandige student van gegoede afkomst. "Zij" is eigenlijk een travestiet, een man verkleed als vrouw, en brengt de bevelen van Rockfort rond. Ze ontmoeten elkaar in het Underground Café waar Marie-Jeanne, de robot serveerster, hen bedient.
Boven op het Underground Café staat de Gouden Toren, een gebouw van 121 verdiepingen, met op de bovenste verdieping het kantoor van Zéro Janvier, een miljardair die president van het Westen wil worden. Zijn campagne draait om rust en orde in het Westen en op het stichten van een nieuwe atomaire wereld. Zéro Janvier wordt de aartsvijand van Johnny Rockfort en diens Black Stars. Tegen deze achtergrond spelen drie parallelle en tragische liefdesverhalen zich af: de onmogelijke liefde van Marie-Jeanne voor Ziggy, een jonge androgyne en leugenachtige platenhandelaar; de sensationele affaire tussen Zéro Janvier en Stella Spotlight, een sekssymbool die net afscheid heeft genomen van het witte doek; en de liefde tussen Johnny Rockfort en Cristal, de uiteindelijke hoofdpersoon van het verhaal.
Cristal is de gastvrouw en ster van de tv-show “Starmania”. Ze wordt gebeld door Sadia met een aanbod voor een heimelijk interview met Johnny Rockfort, van wie niemand weet hoe hij eruitziet. Ze ontmoeten elkaar in het Underground Café. Het is liefde op het eerste gezicht. Ze vertrekken samen, waarmee Sadia haar grip op Johnny verliest. Cristal besluit woordvoerder te worden van de Black Stars, en verstuurt berichten via haar neutronencamera waarmee zij de zendfrequenties van de tv kan overnemen.
Sadia is vreselijk jaloers en verraadt Johnny en Cristal aan Zéro Janvier op de avond dat hij zijn verloving met Stella Spotlight viert in Naziland, een gigantische discotheek die ronddraait boven Monopolis. De Black Stars hebben dezelfde avond echter uitgekozen om een bom te laten ontploffen in de Gouden Toren.
Terwijl de mannen van Zéro Janvier jagen op de Black Stars, wordt Cristal geraakt door de bom en sterft in Johnny’s armen. De schaduw van Johnny Rockfort valt over de overwinning van Zéro Janvier, die als president wordt gekozen van het Westen. Terrorisme tegen totalitarisme, twee tegengestelde krachten, twee gevaren voor de wereld.
Stella Spotlight is teleurgesteld in de machtsspelletjes en keert terug naar haar dromen van onsterfelijkheid; Marie-Jeanne heeft genoeg van het ondergrondse leven en gaat op zoek naar het zonlicht.

## Muzikale nummers

### Franse versie
- "Ouverture"
- "Quand on arrive en ville"
- "La complainte de la serveuse automate"
- "Le blues du businessman"
- "Un garçon pas comme les autres"
- "La chanson de Ziggy"
- "Monopolis"
- "Travesti"
- "Petite musique terrienne"
- "Ce soir on danse au Naziland"
- "Banlieue nord"
- "Les adieux d'un sex symbol"
- "Les uns contre les autres"
- "Quand on n'a plus rien a perdre"
- "Ego trip"
- "Le monde est stone"
- "S.O.S. d'un terrien en détresse"
- "Le rêve de Stella Spotlight"
- "Besoin d'amour"

### Engelse versie
- "Ziggy"
- "Little Damage Done"
- "Nobody Chooses"
- "Working Girl"
- "Pollution's Child"
- "Farewell to a sex symbol"
- "Ego trip"
- "I would love to change the world"
- "The World Is Stone"
- "Only the Very Best"
- "You have to learn to live alone"
- "Tonight we dance (extravagance)"
- "The Businessman's Blues"

## Discografie
- 1978 Starmania - Originele Franse studioversie (LP/CD)
- 1979 Starmania - Opname van de wereldpremière (dubbelalbum LP/CD)
- 1980 Starmania Made in Quebec - Canadese versie (LP)
- 1988 Starmania 88 - Opname ter gelegenheid van de 10de verjaardag van de musical(LP/CD)
- 1992 Tycoon - Engelse versie (LP/CD)
- 1994 Starmania - Mogador 94 (CD)
- 1998 Starmania - Opname ter gelegenheid van de 20ste verjaardag van de musical (dubbelalbum CD)